# Осот Вальдштайна
Осот Вальдштайна (Cirsium waldsteinii) — вид рослин із родини айстрових (Asteraceae).

## Біоморфологічна характеристика
Це міцна багаторічна рослина 50–200 см заввишки. Кореневище грубе, косе. Стеблина пряма, груба, проста чи злегка розгалужена, жолобчаста, павутиниста, з листям по всій довжині, часто поникла на вершині. Приземні листки великі, широко яйцеподібні, з довгою ніжкою, а нижні стеблові — з короткою ніжкою. Квіткові голови на кінці по 3–8, ± пониклі, приквітки яйцювато-ланцетні, внутрішні лінійно-ланцетні з висуненою верхівкою, середні без шипів, зовнішні часто колючі. Квітки темно-пурпурні. Плід — сім'янка. Період цвітіння: червень — серпень.

## Середовище проживання
Вид зростає у сх.-цн. і пд.-сх. Європі: Польща, Словаччина, Словенія, Хорватія, Боснія та Герцеговина, Сербія та Косово, Чорногорія, Румунія, Україна.
В Україні вид росте на узліссях і берегах річок — в альпійському поясі Карпат і на верхньому кордоні лісу.

## Охорона
У Словаччині це вразливий (VU) вид, що охороняється законом.